# Требянка
Требянка (словац. Trebianka) — річка в Словаччині; права притока Нітри. Протікає в окрузі Пр'євідза.
Довжина — 10.5 км. Витікає в масиві Стражовські-Врхи на висоті 780 метрів.
Протікає територією села Шутовце.
Впадає в Нітру на висоті 243 метри.